# Kaboom (Film)
Kaboom ist ein US-amerikanisch-französischer Independentfilm aus dem Jahr 2010. In der von Gregg Araki inszenierten Science-Fiction-Komödie spielen Thomas Dekker, Juno Temple und Haley Bennett die Hauptrollen. Die Premiere war bei den Internationalen Filmfestspielen von Cannes in 2010, wo es für die Goldene Palme für den Beitrag von Lesbischen, Homosexuellen und Bisexuellen Themen ausgezeichnet wurde. In Deutschland wurde er erstmals am 22. August 2010 im Rahmen des Fantasy Filmfests gezeigt.

## Handlung
Smith ist ein 18-jähriger Filmstudent, der mit Frauen und Männern schläft. Ihn plagen eigenartige Träume, in denen er nackt durch einen Gang läuft, neben ihm sitzen sein Mitbewohner Thor, seine lesbische beste Freundin Stella, seine Mutter und die Studentin London. Außerdem zwei junge Frauen, die er noch nie zuvor gesehen hat. Am Ende des Ganges ist eine schwarze Tür mit der Zahl 19. Wenn Smith im Traum die Tür öffnet, sieht er nur einen roten Müllcontainer. Smith geht zusammen mit seiner besten Freundin Stella, die er seit der neunten Klasse kennt, aufs College. Ihr erzählt er so ziemlich alles, was ihn nervt, wie zum Beispiel seinen eigenartigen, durchtrainierten Hetero-Mitbewohner Thor, der Surfer ist und "dumm wie Brot". Also wäre das eigentlich genau Smiths Typ. Doch leider geht Thor nur mit Frauen aus.
Smith kommt ein kleiner Brief zu, auf dem nichts weiter steht als: Du bist der auserwählte Sohn. Er weiß nicht, was das zu bedeuten hat.
Eines Abends geht Smith zusammen mit Stella auf eine Party, da Stella von einer gewissen Lorelei eingeladen worden ist. Als Smith Lorelei sieht, erkennt er sie sofort, denn es ist eine der unbekannten Frauen in seinem Traum. Doch sie haben sich zuvor noch nie gesehen. Kurz darauf, nachdem Stella und Lorelei Smith stehen gelassen haben, torkelt ein Mädchen mit roten Haaren auf Smith zu. Und auch diese Frau erkennt Smith wieder, denn es ist die andere Unbekannte aus seinem Traum. Bevor Smith jedoch etwas sagen kann, übergibt sich die Frau auf seinen Schuh und verschwindet. Als Smith auf dem WC versucht seine Schuhe zu säubern, trifft er die Studentin London, die auch auf das gleiche College geht. Nach einem kurzen Gespräch über Smiths sexuelle Haltung, ob er hetero- oder bisexuell ist, haben sie Sex. Gleichzeitig haben auch Stella und Lorelei Geschlechtsverkehr. Für Smith und London bedeutet das keine Beziehung, sondern sie bleiben Freunde. Stella und Lorelei dagegen kommen zusammen.
Um einen klaren Kopf zu bekommen, geht Smith eines Morgens an den FKK-Strand, wo er einen Mann namens Hunter kennenlernt. Sie haben ebenfalls Sex, doch Smith erfährt, dass Hunter verheiratet ist und er bricht den Kontakt ab. Als Smith zurück in sein Zimmer geht, sieht er seinen Mitbewohner Thor in Unterwäsche mit seinem Kumpel Rex auf dem Boden raufen. London verführt Rex und bringt ihn dazu mit ihr Sex zu haben. An Smiths 19. Geburtstag haben sie einen Dreier. Stella erfährt nach einer Zeit, dass Lorelei nicht nur unersättlich ist, sondern auch eine gestörte Hexe. Stella versucht mit Lorelei Schluss zu machen, doch das wird ihr zum Verhängnis, da Lorelei versucht Stella zu erwürgen als sie sich die Zähne putzt. Als das Wasser auf Lorelei spritzt, fällt sie zu Boden und rührt sich nicht. Sekunden später als Stella Hilfe holen will, ist Lorelei wie vom Erdboden verschluckt.
Während dieser Zeit träumt Smith wieder von dem mysteriösen rothaarigen Mädchen, das mit ihm von drei Männern mit Tiermasken verfolgt wird. Später findet Smith heraus, dass dem Mädchen der Kopf abgeschnitten wurde. Smith trifft zufällig auf die Zwillingsschwester des getöteten Mädchens, die erzählt, dass sie vor Jahren von Männern mit Tiermasken entführt wurden. Am gleichen Abend trifft er einen Typen namens Oliver, der offenbar Interesse an Smith zeigt.
Nach einer Zeit findet Smith heraus, dass eine geheime Untergrund-Sekte existiert, die sich The New Order nennt. Der Führer dieser Sekte sieht genauso aus wie Smiths angeblich verstorbener Vater. Als die Männer mit den Tiermasken sogar Smith, London und Smiths Mutter mit einem Van entführen, kommt die Wahrheit ans Licht. Die drei Maskierten waren Thor, Rex und Hunter. Sie gehören zu der Sekte, die Smiths Vater anführt. Der Vater von Smith hat viele uneheliche Kinder, und so ist sogar London seine Halbschwester, da ihr Vater auch verschwand.
Inzwischen sind Stella, Oliver und der permanent zugekiffte Messias hinter ihnen her. Es stellt sich heraus, dass Oliver dieselben Kräfte besitzt wie Lorelei, nur nutzt er sie mit Bedacht und versucht Smith zu schützen. Der Messias will Smith auch vor der Sekte schützen. Thor, Rex und Hunter versuchen die Entführten in einen Schutzraum zu bringen, um zu überleben, da das Ziel der Sekte ist, die Welt zu sprengen. Wer nicht in den Schutzraum kommt, wird sterben, und Smith war der erstgeborene Sohn des Anführers, also wird er sein Nachfolger.
Am Ende drückt Smiths Vater den Knopf, der die Welt explodieren lässt, mit Ausnahme des Schutzraums.

## Kritik
„Die billig entfaltete Verschwörungsgeschichte und der überspitzte Humor führen die Sehnsüchte und Verzweiflung ihrer Figuren letztlich ad absurdum. Eine als College-Film verpackte Kritik an der Utopielosigkeit einer Jugendkultur, der jeder Widerstandsgeist abgeht.“

„"Kaboom" ist einer seiner leichteren Filme, sympathisch und zugänglich, aber auch wieder wild und laut und bunt und brachial, das Leben eine gefährliche, aber lustige Party, vor der Apokalypse der Orgasmus. Und das wirkt nicht einmal angestrengt. Die große Stärke von Gregg Araki ist es, betont ungewöhnliche Charaktere in selbstverständlicher Glaubwürdigkeit zu zeichnen, ohne sie als Freaks vorzuführen. Er liebt seine Figuren, und wenn eine davon eine durchgeknallte Hexe auf Rachefeldzug ist, dann muss sie noch kein schlechter Mensch sein - sie könnte ihre Gründe haben. Araki wird versuchen, die zu finden.“

„Einmal mehr erzählt Independent-Filmer Gregg Araki ("City, Friends & Sex", "Mysterious Skin", "Totally F***ed Up", "Nowhere") ein zwar billig gemachten, aber dennoch unterhaltsamen Mix aus Teenager-Drama, Thriller, Horrorfilm und Beziehungskomödie. Auch wenn nicht immer stimmig erzählt, mischen sich hier nicht nur die Genres sondern auch die Ebenen zwischen Wirklichkeit, Traum und Vision auf spaßige Weise.“